# 金子歩
金子 歩（かねこ あゆみ、1968年12月7日 - ）は、京都府京都市中京区出身の元プロ野球選手（投手）。左投左打。

## 経歴

### プロ入り前
花園小学校および千葉県市川市の市川市立第七中学校を経て、東海大学付属甲府高校へ入学。3年生だった1986年に東海大甲府高校は夏の甲子園への出場を果たしたが、山梨大会では窪田、山本の2投手のみが登板しており、金子は県大会・甲子園ともベンチ入りはできなかった。高校時代の同期に山根善伸が、1年後輩に久慈照嘉がいる。
高校卒業後は社会人野球の練習生として野球を続けた。1988年11月13日に中日ドラゴンズがナゴヤ球場で実施した新人テストを受験、小池貴志とともに基礎体力などの1次試験に合格した。その後、浜松秋季キャンプに合流、そこで行われた2次試験に合格、同年12月24日に練習生として中日に入団することが発表された。背番号は97。

### プロ入り後
1年目の1989年シーズンは練習生として過ごし、一軍（セントラル・リーグ）だけでなく二軍（ウエスタン・リーグ）でも登板機会はなかった。同年は二軍の試合前にチームメイトたちとともに練習し、試合中にはネット裏でスコアブックをつけながら勉強していたという。同年秋にはアメリカ教育リーグ参加メンバーに選抜され、入団後初の実戦登板を経験した。オフに背番号を69に変更した。
1990年の年俸は360万円だった。同年は『週刊ベースボール』では支配下選手登録された扱いで選手名鑑に掲載されていたが、閉幕後の11月28日時点では練習生扱いになっていた。同年はサイドスローにも挑戦したが、出場機会はなかった。同年11月28日には契約更改のため球団事務所を訪れたが、その際に球団代表の伊藤から戦力外通告を言い渡され、同日には退団が発表された。この時には球団代表から、今後も野球を続けるつもりならば他球団の入団テストを受験できるよう協力する旨も申し渡されていた。しかしその後、監督の星野仙一ら現場スタッフが貴重な左投手であることに加え、本人が野球を続けたい気持ちも強いことを買い、フロントに金子との再契約を要請、同年暮れに練習生として再契約した。それ以来、金子は「一度は死んだ身」として中日球団の屋内練習場で自主トレを続けていた。このような経緯から、1990年末の『中日スポーツ』『日刊スポーツ』『報知新聞』における現役引退選手および退団者リスト、および1991年3月発売の『ホームラン』1991年版選手名鑑ではオフの「退団・現役引退者」に金子の名が掲載されている一方、『月刊Dragons』に掲載された1991年2月11日時点の中日の選手名簿には在籍選手として金子の名が掲載されている。
1991年の背番号は98。同年はシーズン開幕当初まで支配下選手登録されていたが、同年4月11日には近藤真一、中嶋治彦、辻本弘樹、富永章敬、加賀元、小池とともに支配下選手登録を外され「準支配下選手」として公示されており、同シーズンは準支配下選手として在籍した扱いとなっている。同年は投球フォームをサイドスロー気味に改造したが、同シーズンも出場機会はなかった。同年10月14日には翌15日から25日まで高知県で開催される黒潮リーグの参加選手になることが発表されていたが、同年11月21日付で中日を自由契約になった。一方で同年11月には杉本征使とともに、グリーンスタジアム神戸サブ球場で開催されていたオリックス・ブルーウェーブの二軍練習に参加し、そこで入団テストを受験した。中日を自由契約になった翌22日に開催されたNPBドラフト会議で、オリックスは金子をドラフト指名する必要があるかをパシフィック・リーグ（パ・リーグ）連盟と中日、もしくはNPB機構に問い合わせていたが、このようにドラフト会議の場で経験者を指名しようとした事例は珍しいこととされている。しかしパ・リーグ連盟もしくはNPB機構は、金子が一度支配下選手としてプロ入りしていることから、ドラフト会議での指名を経ず自由契約選手の扱いで獲得することを認めた。このため金子は同会議では指名されることなく、自由契約扱いでオリックスに入団することが決まり、同年12月3日にオリックスと年俸400万円で1992年シーズンの契約を締結した。1992年シーズンの背番号は66。
1992年は支配下選手としてオリックスに在籍したが、同年も一軍（パシフィック・リーグ）、二軍（ウエスタン・リーグ）ともに出場機会はなかった。同年限りでオリックスを退団し、同年12月2日付でNPBコミッショナーより自由契約選手として公示された。本人はプロ4年間で二軍も含めて一度も公式戦に登板できなかったことを心残りに感じており、年内いっぱいまで新たな移籍先を探したが、獲得球団はなかった。

## 選手としての特徴
中日の入団テストを受験した際、受験者の中でも速球の球速が群を抜いて速い点を注目されており、大型の左投手として期待されていた。プロ入り後は遠投100 mの肩が武器とされていた一方、制球力が課題とされていた。
また中日入団後はカーブが高く評価されていた一方、右打者への内角球の習得が課題とされていた。

## 詳細情報

### 年度別投手成績
- 一軍公式戦出場なし

### 背番号
- 97（1989年）[21]
- 69（1990年）[21]
- 98（1991年）[21]
- 66（1992年）[1]